# Корина Морариу
Корина Морариу  (на английски: Corina Morariu) е професионална тенисистка от САЩ с румънски произход. Отказва се от активна състезателна дейност през 2007 г.
Най-големият успех в кариерата на Корина Морариу е спечелената шампионска титла от „Уимбълдън“ през 1999 г. Тогава американската тенисистка си партнира с Линдзи Дейвънпорт, заедно с която побеждават във финалната среща Мариаан де Сварт от ЮАР и Елена Татаркова с резултат 6:4, 6:4. Корина Морариу е спечелила шест от общо тринадесет титли на двойки заедно с Линдзи Дейвънпорт. Последната си титла на двойки, Корина Морариу печели на 11.09.2006 г. Във финалната среща на турнира, провеждащ се на остров Бали, отново с обичайната си партньорка Линдзи Дейвънпорт, двете се изправят срещи Труди Мъсгрейв и Натали Грандин. Американският дует побеждава в двусетов мач с резултат 6:4, 6:3. В кариерата си, Корина Морариу записва и седем поражения в мачовете по двойки.
Във витрината си с успехи, американската тенисистка притежава и титла на сингъл. Тя завоюва шампионската купа от турнира в хърватския град Бол през далечната 1999 г. Във финалния мач тя елиминира френската си колежка Жули Алар с 6:2, 6:0. Статистиката сочи, че американката има и три загубени финала на сингъл - два от тях са срещу хърватката Миряна Лучич и един от Ай Сугияма.
На 15 януари 2001 г., Корина Морариу триумфира с шампионската титла от мачовете на смесени двойки по време на „Откритото първенство на Австралия“. Тази титла тя печели в дует с южноафриканския тенисист Елис Ферейра, с когото надиграват Барбара Шет от Австрия и Джошуа Ийгъл от Австралия с резултат 6:1, 6:3.
През 2001 г., лекарите поставят диагноза левкемия на Корина Морариу и тя се подлага на продължително лечение с химиотерапия. След възстановяването си се завръща на корта и се състезава до 2007 г. През същата година след приключването на „Откритото първенство на САЩ“, американската тенисистка преустановява спортната си кариера. Понастоящем е телевизионен коментатор на състезания по тенис на корт.